# Шошоні
Шошоні (англ. Shoshoni) — місто (англ. town) в США, в окрузі Фремонт штату Вайомінг. Населення — 471 особа (2020).

## Географія
Шошоні розташоване за координатами 43°14′17″ пн. ш. 108°6′24″ зх. д. / 43.23806° пн. ш. 108.10667° зх. д. (43.238066, -108.106792).  За даними Бюро перепису населення США в 2010 році місто мало площу 9,28 км², уся площа — суходіл.

### Клімат
| Клімат : Шошоні                                                                    | Клімат : Шошоні | Клімат : Шошоні | Клімат : Шошоні | Клімат : Шошоні | Клімат : Шошоні | Клімат : Шошоні | Клімат : Шошоні | Клімат : Шошоні | Клімат : Шошоні | Клімат : Шошоні | Клімат : Шошоні | Клімат : Шошоні | Клімат : Шошоні |
| Показник                                                                           | Січ.            | Лют.            | Бер.            | Квіт.           | Трав.           | Черв.           | Лип.            | Серп.           | Вер.            | Жовт.           | Лист.           | Груд.           | Рік             |
| Середній максимум, °C                                                              | −0,3            | 3,3             | 10,5            | 15,9            | 21,3            | 27,5            | 33,6            | 31,3            | 24,9            | 16,0            | 6,8             | −1              | 15,8            |
| Середній мінімум, °C                                                               | −14,8           | −11,5           | −5,2            | 0,2             | 5,5             | 10,5            | 14,9            | 13,0            | 7,1             | 0,8             | −7,2            | −14,2           | −0,1            |
| Норма опадів, мм                                                                   | 4               | 4               | 6               | 22              | 37              | 29              | 20              | 13              | 21              | 12              | 11              | 3               | 182             |
| ---------------------------------------------------------------------------------- | --------------- | --------------- | --------------- | --------------- | --------------- | --------------- | --------------- | --------------- | --------------- | --------------- | --------------- | --------------- | --------------- |
| Джерело: NOAA NOWData - NOAA Online Weather Data. NOAA. Процитовано 4 травня 2013. |                 |                 |                 |                 |                 |                 |                 |                 |                 |                 |                 |                 |                 |

## Демографія
Згідно з переписом 2010 року, у місті мешкало 649 осіб у 278 домогосподарствах у складі 180 родин. Густота населення становила 70 осіб/км².  Було 337 помешкань (36/км²).
Расовий склад населення:
| - 91,1 % — білих - 5,1 % — корінних американців - 1,1 % — чорних або афроамериканців - 0,6 % — азіатів |

До двох чи більше рас належало 1,5 %. Частка іспаномовних становила 9,6 % від усіх жителів.
За віковим діапазоном населення розподілялося таким чином: 25,7 % — особи молодші 18 років, 60,7 % — особи у віці 18—64 років, 13,6 % — особи у віці 65 років та старші. Медіана віку мешканця становила 39,3 року. На 100 осіб жіночої статі у місті припадало 104,1 чоловіків;  на 100 жінок у віці від 18 років та старших — 104,2 чоловіків також старших 18 років.
Середній дохід на одне домашнє господарство  становив 50 840 доларів США (медіана — 40 903), а середній дохід на одну сім'ю — 58 586 доларів (медіана — 52 813). За межею бідності перебувало 14,5 % осіб, у тому числі 29,1 % дітей у віці до 18 років та 6,2 % осіб у віці 65 років та старших.
Цивільне працевлаштоване населення становило 249 осіб. Основні галузі зайнятості: роздрібна торгівля — 16,5 %, будівництво — 16,5 %, мистецтво, розваги та відпочинок — 15,7 %.
За даними перепису 2000 року,
на території муніципалітету мешкало 635 людей, було 246 садиб та 171 сімей.
Густота населення становила 74,1 осіб/км². Було 322 житлових будинків.
З 246 садиб у 37,0% проживали діти до 18 років, подружніх пар, що мешкали разом, було 54,5 %,
садиб, у яких господиня не мала чоловіка — 11,8 %, садиб без сім'ї — 30,1 %.
Власники 27,2 % садиб мали вік, що перевищував 65 років, а в 12,6 % садиб принаймні одна людина була старшою за 65 років.
Кількість людей у середньому на садибу становила 2,58, а в середньому на родину 3,14.
Середній річний дохід на садибу становив 31 250 доларів США, а на родину — 37 045 доларів США.
Чоловіки мали дохід 31 875 доларів, жінки — 14 479 доларів.
Дохід на душу населення був 12 584 доларів.
Приблизно 7,1 % родин та 8,3 % населення жили за межею бідності.
Серед них осіб до 18 років було 8,3 %, і понад 65 років — 16,5 %.